# 17 de agosto nos Jogos Olímpicos de Verão de 2016
17 de agosto de 2016 nos Jogos Olímpicos de Verão de 2016 será o décimo quinto dia de competições.

## Esportes
| - Atletismo - Badminton - Basquetebol - Boxe - Canoagem - Ciclismo - Futebol | - Golfe - Handebol - Hipismo - Hóquei sobre a grama - Lutas - Polo aquático | - Saltos ornamentais - Taekwondo - Tênis de mesa - Vela - Voleibol - Voleibol de praia |

## Campeões do dia
| Evento                                     | Ouro | Prata | Bronze |
| ------------------------------------------ | --- | --- | --- |
| Hipismo - Saltos por Eqipes detalhes       | Philippe Rozier FRA França Kevin Staut FRA França Roger Yves Bost FRA França Penelope Leprevost FRA França | Kent Farrington USA Estados Unidos Lucy Davis USA Estados Unidos McLain Ward USA Estados Unidos Elizabeth Madden USA Estados Unidos | Christian Ahlmann GER Alemanha Meredith Michaels-Beerbaum GER Alemanha Daniel Deusser GER Alemanha Ludger Beerbaum GER Alemanha |
| Tênis de Mesa - Eqipes detalhes            | Ma Long CHN China Xu Xin CHN China Zhang Jike CHN China                                                    | Niwa Koki JPN Japão Mizutani Jun JPN Japão Yoshimura Maharu JPN Japão                                                               | Bastian Steger GER Alemanha Dimitrij Ovtcharov GER Alemanha Timo Boll GER Alemanha                                              |
| Badminton - Dplas mistas detalhes          | Tontowi Ahmad INA Indonésia Liliyana Natsir INA Indonésia                                                  | Peng Soon Chan MAS Malásia Liu Ying Goh MAS Malásia                                                                                 | Zhang Nan CHN China Zhao YUnlei CHN China                                                                                       |
| Atletismo - 3000 m com obstáculos detalhes | Conseslus Kipruto KEN Quênia                                                                               | Evan Jager USA Estados Unidos | Ezekiel Kemboi KEN Quênia |
| Boxe - Até 60 kg detalhes                  | [ nota 2 ]                                                                                                 | [ nota 3 ] | Mira Potkonen FIN Finlândia Anastasiia Beliakova RUS Rússia                                                                     |
| Boxe - Até 69 kg detalhes                  | Daniyar Yeleussinov KAZ Cazaquistão                                                                        | Shakhram Giyasov UZB Uzbequistão | Mohammed Rabii MAR Marrocos Souleymane Diop Cissokho FRA França                                                                 |
| Luta Olímpica - Livre até 48 kg detalhes   | Tosaka Eri JPN Japão                                                                                       | Mariya Stadnik AZE Azerbaijão | Sun Yanan CHN China Elitsa Atanasova Yankova BUL Bulgária                                                                       |
| Luta Olímpica - Livre até 58 kg detalhes   | Icho Kaori JPN Japão                                                                                       | Valeriia Koblova Zholobova RUS Rússia                                                                                               | Marwa Amri TUN Tunísia Sakshi Malik IND Índia                                                                                   |
| Luta Olímpica - Livre até 69 kg detalhes   | Dosho Sara JPN Japão                                                                                       | Natalia Vorobeva RUS Rússia | Elmira Syzdykova KAZ Cazaquistão Anna Jenny Fransson SWE Suécia                                                                 |
| Taekwondo - Até 49 kg detalhes             | Kim Sohui KOR Coreia do Sul                                                                                | Tijana Bogdanovic SRB Sérvia | Patimat Abakarova AZE Azerbaijão Panipak Wongpattanakit THA Tailândia                                                           |
| Atletismo - Salto em distância detalhes    | Tianna Bartoletta USA Estados Unidos                                                                       | Brittney Reese USA Estados Unidos                                                                                                   | Ivana Spanovic SRB Sérvia |
| Taekwondo - Até 58 kg detalhes             | Zhao Shuai CHN China                                                                                       | Tawin Hanprab THA Tailândia | Luisito Pie DOM República Dominicana Kim Taehum KOR Coreia do Sul                                                               |
| Vôlei de Praia detalhes                    | Laura Ludwig Kira Walkenhorst GER Alemanha                                                                 | Ágatha Bednarczuk Bárbara Seixas BRA Brasil                                                                                         | Kerri Walsh April Ross USA Estados Unidos                                                                                       |
| Atletismo - 200 m detalhes                 | Elaine Thompson JAM Jamaica                                                                                | Dafne Schippers NED Países Baixos                                                                                                   | Tori Bowie USA Estados Unidos                                                                                                   |
| Atletismo - 100 m com barreiras detalhes   | Brianna Rollins USA Estados Unidos                                                                         | Nia Ali USA Estados Unidos | Kristi Castlin USA Estados Unidos                                                                                               |